# August Brinkmann
Pour les articles homonymes, voir Brinkmann.
August Brinkmann  (Martin Cecilius August Brinkmann, 1878-1940) est un zoologue norvégien. 

## Publications
- (en) Brinkmann A., 1917. Pelagic nemerteans from the 'Michael Sars' North Atlantic deep-sea expedition 1910. Bergens Museums Skrifter, Ny raekke; Report on the Scientific Results of the "Michael Sars" North Atlantic Deep Sea Expedition, 1910, 3(1), pages 1-18 (lien).